# تشاونسي دبليو. ويست
تشاونسي دبليو. ويست (بالإنجليزية: Chauncey W. West)‏ هو قسيس أمريكي، ولد في 6 فبراير 1827 في بنسيلفانيا في الولايات المتحدة، وتوفي في 9 يناير 1870 في سان فرانسيسكو في الولايات المتحدة.